# Konrádovce
Konrádovce, do roku 1948 Korlát (maďarsky Korláti) je obec na Slovensku v okrese Rimavská Sobota v Banskobystrickém kraji. V roce 2019 zde žilo 339 obyvatel, z nichž většina je maďarské národnosti.

## Geografie
Obec se nachází v jižní části regionu Gemer v Rimavské kotlině. Centrum vsi je vzdáleno 12 kilometrů jihozápadně od Rimavské Soboty a leží v nadmořské výšce 231 m n. m. V katastru obce pramení Čierný a Pásový potok, které se zleva vlévají do Gortvy, přítoku Rimavy.

## Obyvatelstvo
Podle sčítání lidu roku 2011 v obci Konrádovce žilo 323 obyvatel, z toho se 203 hlásilo k maďarské, 80 ke slovenské, dva k romské, po jednom k české a ukrajinské národnosti. 34 lidí neuvedlo svou národnost a další dva označili možnost ostatní. K římskokatolickému křesťanství se přihlásilo 198 obyvatel, po třech k evangelické církvi a reformované církvi a po jednom obyvateli byly uvedeny křesťanské sbory, řeckokatolická církev a církev československá husitská. 71 obyvatel bylo bez vyznání a 45 svou víru neuvedlo.

## Pamětihodnosti
- Klasicistní kaštel z poloviny 19. století
- Secesní římskokatolický kostel sv. Marie z let 1938 až 1939[6]